# Hag (caffè)
Hag è un marchio di caffè espresso decaffeinato, creato dal chimico e imprenditore tedesco Ludwig Roselius.
Nel 1905 Ludwig Roselius mette a punto, industrialmente, il primo processo di eliminazione della caffeina, fondando poi la Kaffee Handels Aktien Gesellschaft di Brema. Kaffee Handels Aktien Gesellschaft, è traducibile come società azionaria commerciale di caffè, e l'acronimo HAG, che in tedesco ha il significato compiuto di recinto di siepi, può significare, come in lingua inglese moderna, la parola strega (in tedesco Hexe), o un recinto, nel bosco, a protezione dagli spiriti. Il nome commerciale, breve, associato ad un prodotto innovativo e potenzialmente di largo consumo nonché facile a essere ricordato, ha un successo immediato.

## Storia

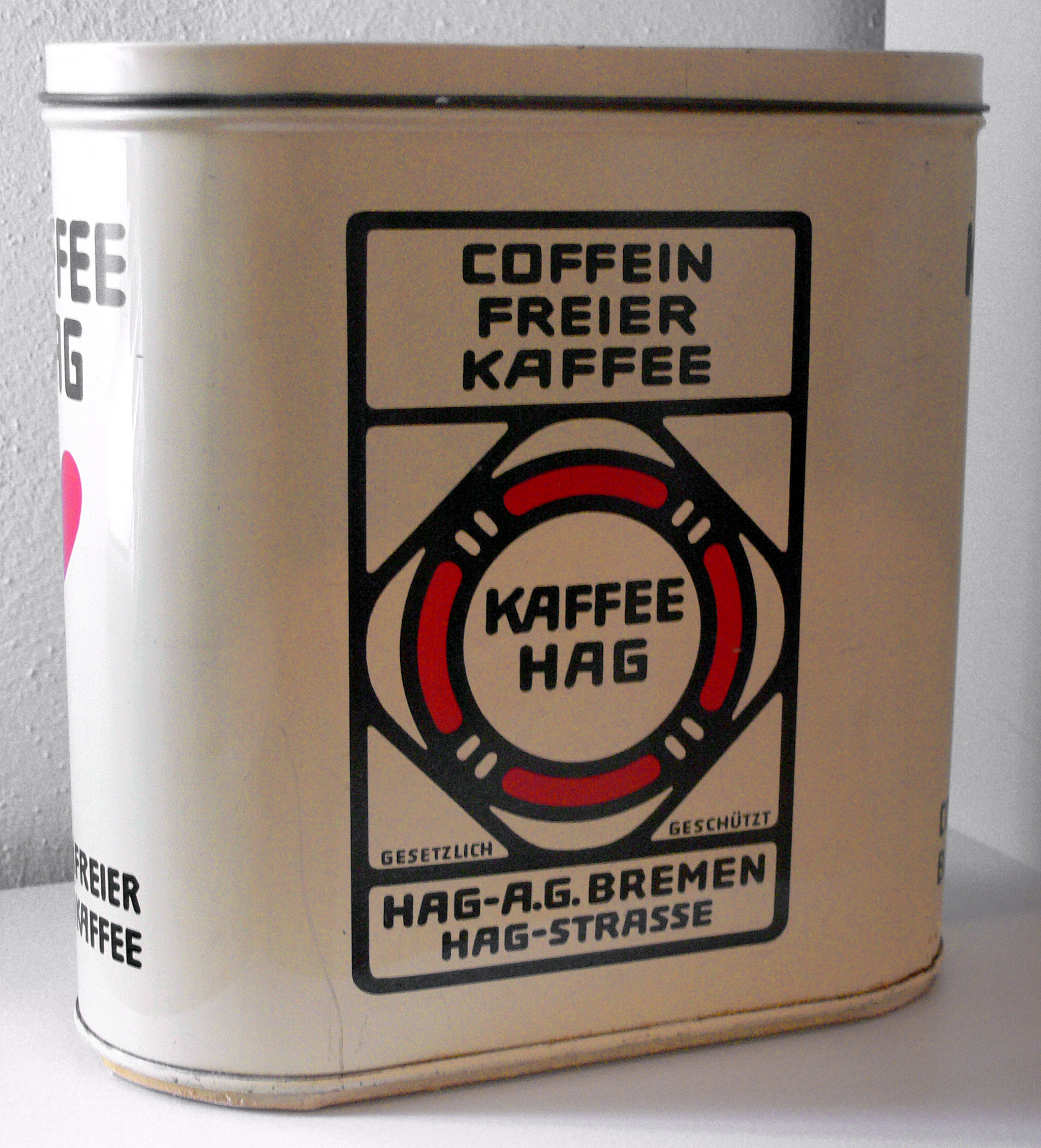
Kaffee-HAG, vecchia confezione

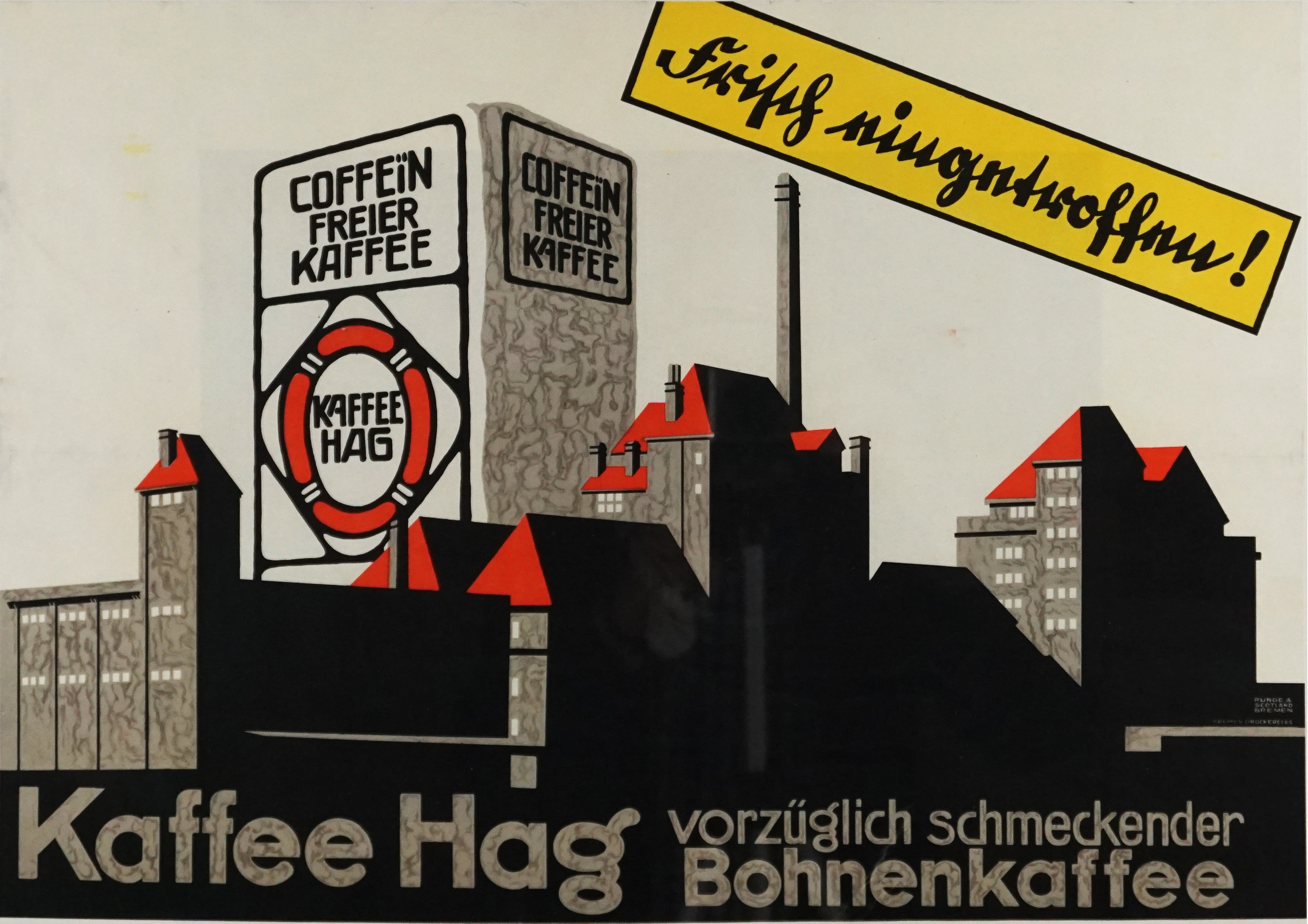
Manifesto da Alfred Runge & Eduard Scotland (1911)

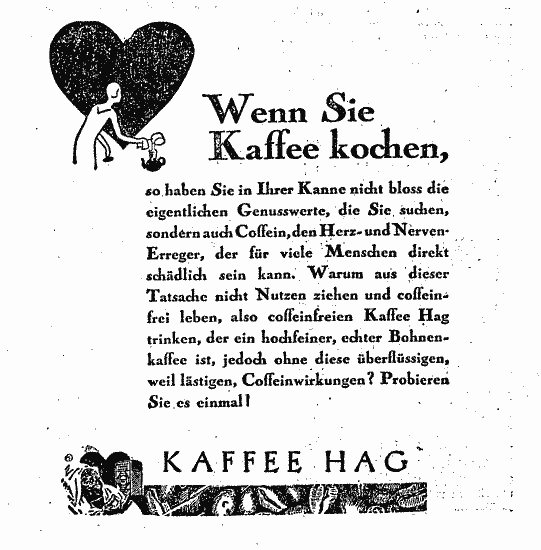
Pubblicità per Kaffee Hag sull'Alpenzeitung di Bolzano, 1930

Il 21 giugno 1906 Roselius e altri grossisti fondano la Kaffee-Handels-Aktien-Gesellschaft (Kaffee HAG), con un capitale di 1,5 milioni di marchi, dando vita alla prima azienda a livello mondiale del decaffeinato. La produzione inizia nel 1907 in nuovi impianti di produzione nel porto legname di Brema. Fin dai primi giorni un'enorme quantità, 6 000 kg di caffè, viene prodotta quotidianamente.
Nel 1908 emergono i primi slogan pubblicitari distintivi e suggestivi per il caffè, come "nervi d'acciaio nello Sport e Hag caffè" o "sempre al sicuro! Sempre digeribile". Kaffee HAG è stato anche il primo caffè pubblicizzato in sala cinematografica, all'epoca del cinema muto. Roselius usa la catena di montaggio prima di Henry Ford, negli Stati Uniti. Durante la prima guerra mondiale la produzione viene adeguata alla situazione bellica. Dal 1922 torna il Kaffee HAG, prodotto in considerevoli quantità, ma solo nel 1926 si ottengono le capacità produttive del precedente periodo prebellico.
Nel 1929 si aggiunge come secondo prodotto il cacao in polvere Kaba e Kaffee HAG assume un segno distintivo nel "cuore rosso" sulla confezione. All'epoca della seconda guerra mondiale vi era per i soldati la "Hag-Cola", una bevanda calda. Nel 1950 giunge sul mercato la marca di caffè "Onco". Il marchio HAG, negli anni '50, passa per alcuni anni alla Crippa&Berger di Tommaso Berger. Nel 1979 il figlio di Roselius vende l'azienda Kaffee HAG alla società statunitense General Foods Corporation, che nel 1992 viene acquisita dalla multinazionale statunitense Kraft Foods. Da giugno 2015 il marchio Hag è di proprietà della società Jacobs Douwe Egberts.

## Corporate Design
Kaffee Hag è una delle prime aziende tedesche a mettere il prodotto in una confezione graficamente sofisticata nell'aspetto visivo, diventando così (oltre alla AEG con Peter Behrens) uno dei pionieri della moderna corporate design. L'aspetto del prodotto include carta intestata e il confezionamento con articoli promozionali come lastre di metallo incise, bicchieri e pentole.
I colori della casa sono definiti come nero e rosso su fondo bianco, un cuore sui manifesti e un salvagente rosso come logo, disegnato da Eduard Scotland in collaborazione con Otto Haupt, a simbolo della salvezza dai problemi di salute. Per le scritte viene utilizzato un font appositamente progettato per lo scopo. L'azienda ha poi puntato molto sull'immagine, promuovendo oggetti di design, album, stemmi e vario merchandising.

## Curiosità
Nel 1957 la cantante Flo Sandon's incide il disco privato "IL CAFFE' HAG".